# Asialeyrodes sphaerica
Asialeyrodes sphaerica es un hemíptero de la familia Aleyrodidae, con una subfamilia: Aleyrodinae.
Fue descrita científicamente por primera vez por Sundararaj & Dubey en 2006.